# 名教自然碑

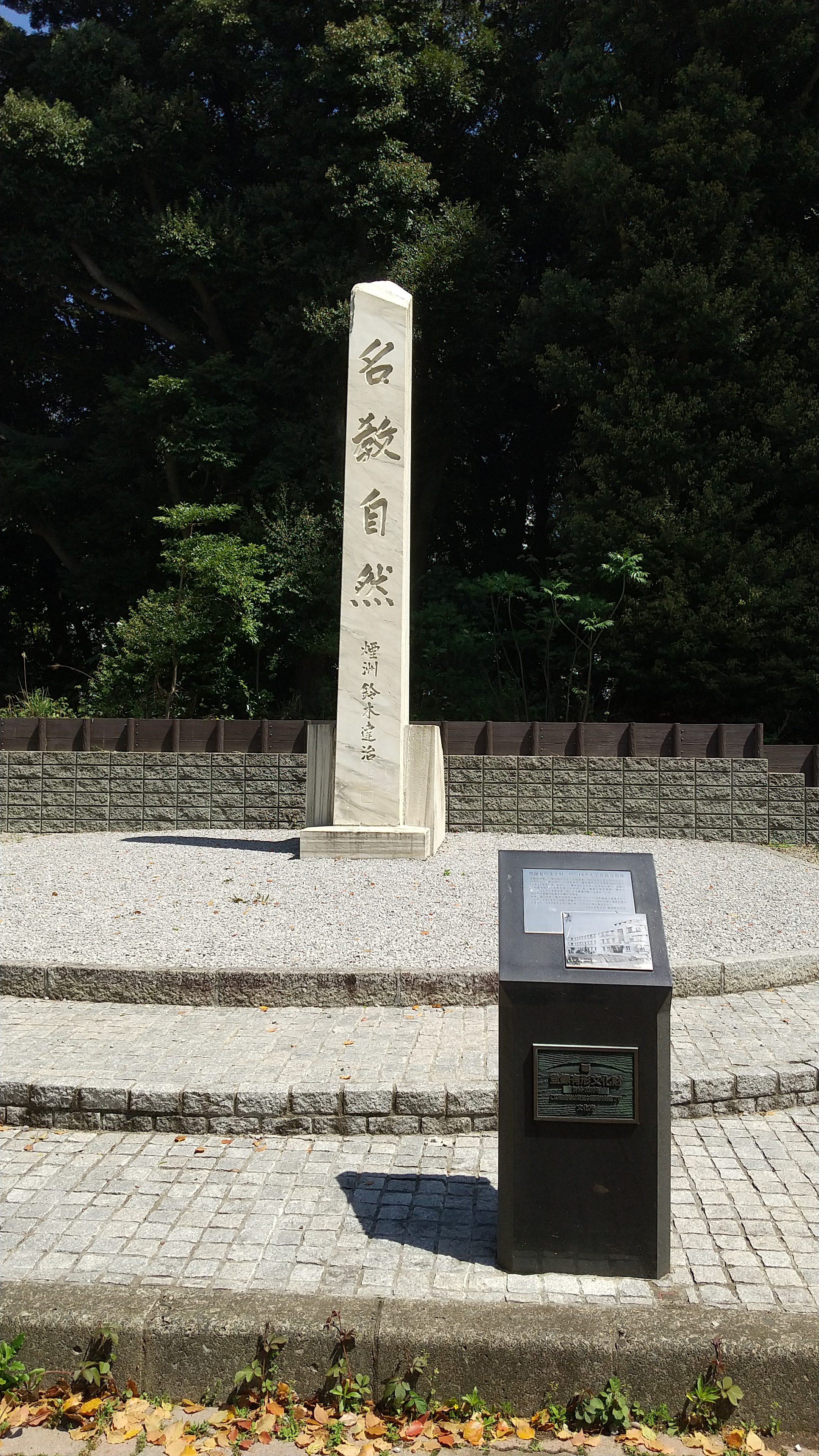
名教自然碑

名教自然碑（めいきょうしぜんひ）は、神奈川県横浜市保土ケ谷区の横浜国立大学構内にある記念碑。登録有形文化財に登録されている（登録番号第14-0039号）。碑の名称について、文化庁の「文化遺産オンライン」は「横浜国立大学名教自然碑」、設置場所の横浜国立大学は「名教自然の碑」としている。

## 概要
1937年に、横浜国立大学理工学部の前身となる横浜高等工業学校の初代校長・鈴木達治の功績を表敬して設置された。鈴木の自筆による「名教自然」の四文字が石碑に刻まれている。「優れた教育や研究は自然を尊ぶ。すなわち、学生自らの意志による主体性から学問を修めるべきである」という、横浜高等工業学校の教育理念を表している。実際に、自由主義と三無主義（無試験・無採点・無賞罰主義）を同校の教育主義と定め、自学自発を奨励することで優れた人材を育成する姿勢を貫いた。
現在は横浜国立大学理工学部の同窓会名として、「名教自然」の言葉が受け継がれている。
なお、同じく鈴木達治が初代校長を務めた神奈川県立商工高等学校にも「名教自然」の記念碑があるが、これは登録有形文化財ではない。

## 歴史
- 1937年（昭和12年）： 横浜高等工業学校（弘明寺キャンパス）に石碑を建立。
- 1978年（昭和53年）：常盤台へのキャンパス移転に伴い、横浜国立大学の理工学部図書館前に移築される。
- 2000年（平成12年）： 国の登録有形文化財に登録される。

## アクセス
- 相鉄新横浜線・JR東日本羽沢横浜国大駅より徒歩約16分
- 相鉄本線和田町駅より徒歩約20分